# Anita O’Day Collates
Anita O’Day Collates — второй студийный альбом американской певицы Аниты О’Дэй, выпущенный в 1953 году на лейбле Clef Records. В 1955 году было выпущено переиздание альбома под названием Anita O’Day Sings Jazz на лейбле Norgran Records с четырьмя дополнительными треками, а в 1957 году было переиздано и оно под названием The Lady Is a Tramp на лейбле Verve Records.
Рисунок, использовавшийся для обложки альбома, был сделан художником Дэвидом Стоуном Мартином.

## Отзывы критиков
| Anita O’Day Collates          | Anita O’Day Collates |
| Оценки критиков               | Оценки критиков      |
| Источник                      | Оценка               |
| ----------------------------- | -------------------- |
| AllMusic                      | [ 2 ]                |
| Encyclopedia of Popular Music | [ 3 ]                |

| Anita O’Day Sings Jazz        | Anita O’Day Sings Jazz |
| Оценки критиков               | Оценки критиков        |
| Источник                      | Оценка                 |
| ----------------------------- | ---------------------- |
| AllMusic                      | [ 4 ]                  |
| Encyclopedia of Popular Music | [ 3 ]                  |

| The Lady Is a Tramp           | The Lady Is a Tramp |
| Оценки критиков               | Оценки критиков     |
| Источник                      | Оценка              |
| ----------------------------- | ------------------- |
| AllMusic                      | [ 5 ]               |
| Encyclopedia of Popular Music | [ 3 ]               |

Рон Уинн из AllMusic описал вокал О’Дэй как «авторитетный, командный, превосходный», а также добавил, что это были не самые впечатляющие её свинговые или импровизационные номера, но исполнение баллад было одним из самых сильных. В журнале Billboard  отметили, что певица может быть более запоминающейся, если её «подтолкнуть».

## Список композиций

### Anita O’Day Collates(1953)
Сторона A
1. «Rock ’N Roll Blues» (Анита О’Дэй) — 3:17
2. «Love for Sale» (Коул Портер) — 3:35
3. «Lover Come Back to Me» (Оскар Хаммерстайн II, Зигмунд Ромберг) — 2:27
4. «Lullaby of the Leaves» (Бернис Петкере, Джо Янг, Джозеф Янг) — 3:08

Сторона B
1. «The No Soap, No Hope, No Mouse, No House Blues» (Ричард Адлер, Джерри Росс) — 2:34
2. «The Lady Is a Tramp» (Лоренц Харт, Ричард Роджерс) — 3:08
3. «Speak Low» (Огден Нэш, Курт Вайль) — 2:34
4. «Strawberry Moon» (Боб Хиллиард, Сэмми Майселс) — 2:39

### Anita O’Day Sings Jazz(1955) иThe Lady Is a Tramp(1957)
Сторона A
1. «Rock ’N Roll Blues» (Анита О’Дэй) — 3:17
2. «Love for Sale» (Коул Портер) — 3:35
3. «Lullaby of the Leaves» (Бернис Петкере, Джо Янг, Джозеф Янг) — 3:08
4. «Lover Come Back to Me» (Оскар Хаммерстайн II, Зигмунд Ромберг) — 2:27
5. «The No Soap, No Hope, No Mouse, No House Blues» (Ричард Адлер, Джерри Росс) — 2:34
6. «Speak Low» (Огден Нэш, Курт Вайль) — 2:34

Сторона B
1. «Pagan Love Song» (Артур Фрид, Насио Херб Браун) — 2:39
2. «Ain’t This a Wonderful Day?» (Джон Бенсон Брукс, Лес Кларк) — 2:46
3. «Somebody’s Crying» (Бадди Пеппер, Инес Джеймс) — 2:59
4. «Vaya Con Dios» (Бадди Пеппер, Инес Джеймс, Ларри Расселл) — 3:38
5. «The Lady Is a Tramp» (Лоренц Харт, Ричард Роджерс) — 3:08
6. «Strawberry Moon» (Боб Хиллиард, Сэмми Майселс) — 2:39

## Участники записи
- Аранжировка — Ральф Бернс (треки A1-A4), Рой Крол (A5, A6, B5, B6)
- Аранжировка, дирижёр — Ларри Расселл (B1-B4)
- Баритон-саксофон — Сесил Пейн (A1-A4)
- Бас-гитара — Эл Маккиббон (A1-A4), Джон Фриго (A5, A6, B5, B6)
- Бонго — Джим Уилсон (A5, A6, B5, B6)
- Гитара — Эрл Бэкус (A5, A6, B5, B6)
- Тенор-саксофон — Альберт Джонсон (A1-A4)
- Тромбон — Билл Харрис (A1-A4)
- Труба — Рой Элдридж (A1-A4)
- Ударные — Боб Лойнберг (A5, A6, B5, B6), Дон Ламонд (A1-A4)
- Фортепиано — Ральф Бернс (A1-A4), Рой Крол (A5, A6, B5, B6)

Данные указаны для переиздания.